# Kinderboekenweekgeschenk
Het kinderboekenweekgeschenk is een jaarlijkse uitgave van het CPNB in het kader van de Kinderboekenweek.

## Kinderboekenweekgeschenken en prentenboeken
Voorlopers:
- 1950: foutentekening
- 1951: zoekplaat
- 1952: zoekplaat
- 1953: kleurplaat
- 1954: houten plaat

Reguliere uitgaven:
| jaar | wat | titel                                                              | auteur | illustratie                                        | redactie                                         | pagina's |
| ---- | --- | ------------------------------------------------------------------ | --- | -------------------------------------------------- | ------------------------------------------------ | -------- |
| 1955 | poster van een clown | Lezende clown                                                      | Piet Worm | Piet Worm                                          |                                                  |          |
| 1956 | poster met daarop een boekhandel, draaiorgel en spelende kinderen | Uitgaveplaat                                                       | Bert Bouman | Bert Bouman                                        |                                                  |          |
| 1957 | bordspel | Boekenspel                                                         | Dr. Lastpost | Dr. Lastpost                                       |                                                  |          |
| 1958 | bouwplaat van het Muiderslot | Muiderslot                                                         | G. Hagemeijer | G. Hagemeijer                                      |                                                  |          |
| 1959 | bouwplaat voor een mobile | Mallemolen                                                         | J.C. Tybout | J.C. Tybout                                        |                                                  |          |
| 1960 | bouwplaat van een poppenkast | Poppenkast                                                         | Wim Bijmoer | Wim Bijmoer                                        |                                                  |          |
| 1961 | bouwplaat voor een kijkdoos | Interieur boekwinkel                                               | onbekend | onbekend                                           |                                                  |          |
| 1962 | boek | Keesje Kruimel                                                     | Hans Dijkhuis (1952) | Piet Klaasse                                       |                                                  | 72       |
| 1963 | boek | Viermaal J en Janus                                                | Hans Andreus | Babs van Wely                                      |                                                  | 56       |
| 1964 | boek | De blauwe boekanier                                                | Tonke Dragt | Tonke Dragt                                        |                                                  | 90       |

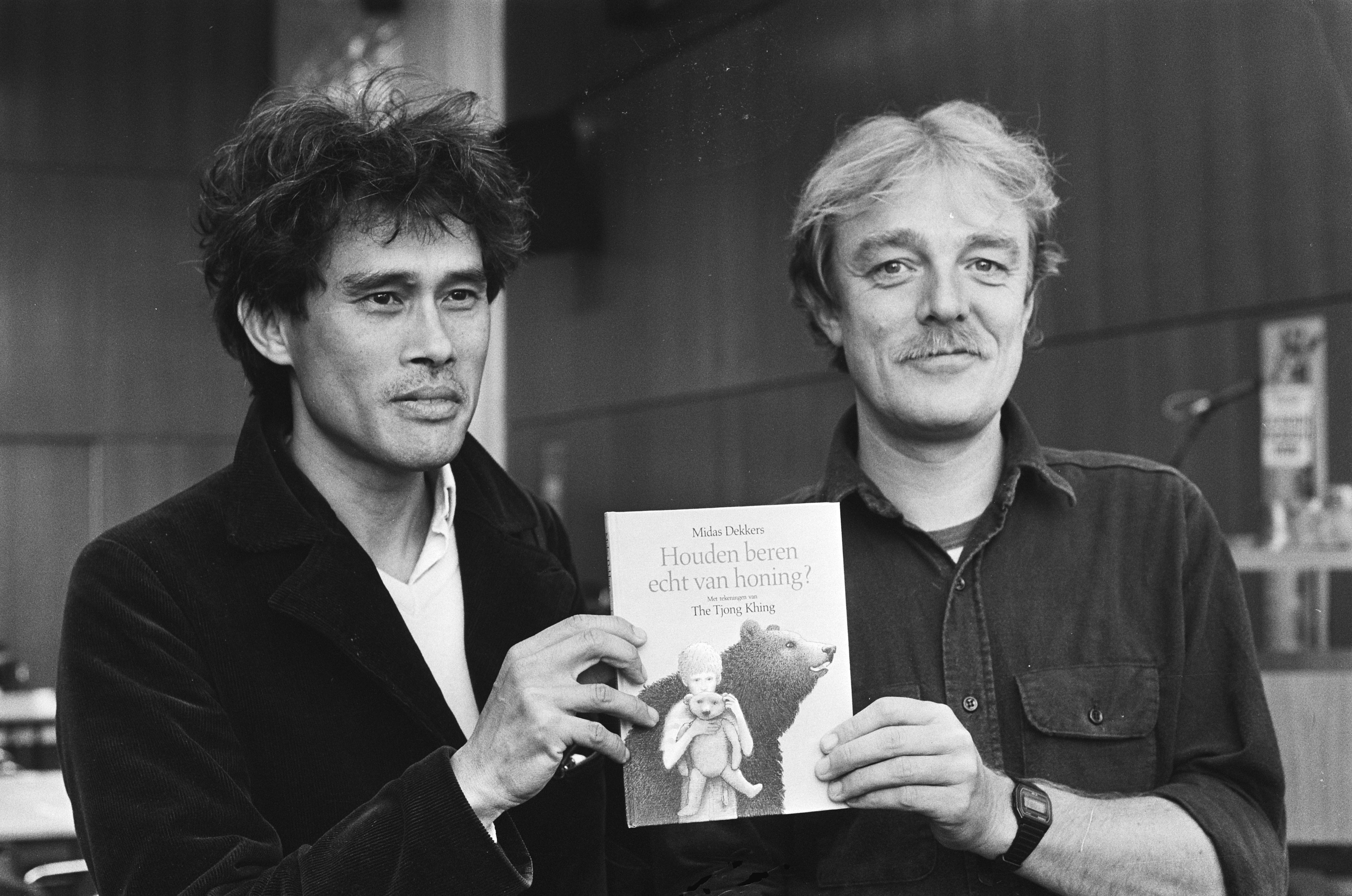
Kinderboekenweekgeschenk 1985 Midas Dekkers en Thé Tjong-Khing

| 1965 | poster van een jonge chimpansee in Artis | Chimpansee                                                         | H. van der Werken (fotograaf) | H. van der Werken (fotograaf)                      |                                                  |          |
| 1966 | boekje (3 x 4,5 cm) in luciferdoosje met vergrootglas | Het kleinste sprookjesboek                                         | Annie M. G. Schmidt, Mies Bouhuys, Eleanor Farjeon, Pieter de Zeeuw, Hans Christian Andersen en de Gebroeders Grimm                          | Mance Post                                         | Jannie Daane                                     | 128      |
| 1967 | poster met daarop kinderen die spelen met een Surinaamse rammelkar en op de achterkant instructies voor het bouwen van zo'n kar, een brief van een kind uit de Antillen, een blanco briefkaart, instructieboekje over de correspondentiewedstrijd, rijbewijs voor een rammelkar, een boekenlegger en twee ex libris stickers in een papieren zak waar vlaggen uit geknipt kunnen worden | Rammelkarinstructies                                               | Carl Hollander | Carl Hollander                                     |                                                  | 8        |
| 1968 | aantekenboekje | Vulboek                                                            | Alfons van Heusden (omslag) | Alfons van Heusden (omslag)                        | Jannie Daane                                     |          |
| 1969 | set van 3 boekjes | Spelen met ‘de beer en de mensen’                                  | Andries Oldersma, Hans Everts en Reiner Zimnik                                                                                               | Reiner Zimnik                                      |                                                  | 30       |
| 1969 | set van 3 boekjes | Spelen met spullen                                                 | Cecilia Lichtveld | Kees Kelfkens                                      |                                                  | 31       |
| 1969 | set van 3 boekjes | Spelen met poppen                                                  | Wim Meilink | Kees Kelfkens en Alfons van Heusden (omslag)       |                                                  | 31       |
| 1970 | boekje met opdrachten, stickers met pijlen, pen, spelregels en gekleurd lint | Vossejachtspel                                                     | onbekend | onbekend                                           |                                                  |          |
| 1971 | papieren zak waar een poncho van gemaakt kan worden. 4 ontwerpen | Speelzak en bouwplaat                                              | onbekend | onbekend                                           |                                                  |          |
| 1972 | ganzenbordspel | Superspeelspel                                                     | Wim van der Kolk | Wim van der Kolk                                   |                                                  |          |
| 1973 | boek | Arthur en de lettervreter                                          | Henk van Kerkwijk | Paul Hulshof                                       |                                                  | 37       |
| 1974 | boek | 2 is te veel                                                       | Henk Barnard | Fiel van der Veen                                  |                                                  | 19       |
| 1975 | boek | Ogen op steeltjes                                                  | Jan Wartena van Staatsbosbeheer | Co Loerakker                                       |                                                  | 96       |
| 1976 | boek | Het verdwenen plakboek                                             | Het Schrijverscollectief, bestaanden uit: Jan Riem, Ries Moonen, Arie Rampen, Fetze Pijlman, Hans Dorrestijn, Karel Eykman en Willem Wilmink | Fiel van der Veen                                  |                                                  | 32       |
| 1977 | boek | Wie je droomt ben je zelf                                          | Paul Biegel | Carl Hollander                                     |                                                  | 63       |
| 1978 | boek | De tram is geel het gras is groen                                  | Gertie Evenhuis | Piet Klaasse                                       |                                                  | 67       |
| 1979 | boek | De klepel of de klok                                               | Mies Bouhuys | Jack Botermans, Pieter van Delft en Henk Kneepkens |                                                  | 79       |
| 1980 | boek | Spook tussen spoken                                                | Willem Wilmink | Alfons van Heusden                                 |                                                  | 61       |
| 1981 | kalenderboek | Je eigen tijd                                                      | Hans Dorrestijn, Alet Schouten en Willem Wilmink                                                                                             | Margriet Heymans                                   | Thera Coppens, Gerda de Visser en Martine Schaap | 60       |
| 1982 | kalenderboek | Retourtje ver weg                                                  | |                                                    | Thera Coppens, Gerda de Visser en Martine Schaap | 60       |
| 1983 | boek | Mijnheer van Dale en juffrouw Scholten                             | Kees Fens | Margriet Heymans                                   |                                                  | 43       |
| 1984 | boek | Een tijdje later                                                   | Willem Wilmink en Paul Biegel | Ruud Bruijn en Fred de Heij                        |                                                  | 63       |
| 1985 | boek | Houden beren echt van honing?                                      | Midas Dekkers | Thé Tjong-Khing                                    |                                                  | 83       |
| 1986 | boek | De zaak Jan Steen                                                  | Karel Eykman | Alex de Wolf                                       |                                                  | 61       |
| 1987 | boek | Die van hiernaast en van de overkant. Kinderen en boeken in Europa | Marja Baeten en Paul Arnoldussen | Joep Bertrams                                      |                                                  | 80       |
| 1988 | boek | Duizend dingen achter deuren                                       | Joke van Leeuwen | Joke van Leeuwen                                   |                                                  | 78       |
| 1989 | boek | Het eiland daarginds                                               | Paul Biegel | Fiel van der Veen                                  |                                                  | 95       |
| 1990 | boek | Jorrie en Snorrie                                                  | Annie M. G. Schmidt | Fiep Westendorp                                    |                                                  | 90       |
| 1991 | boek | Het wonder van Frieswijck                                          | Thea Beckman | Jan Wesseling                                      |                                                  | 96       |
| 1992 | boek | Het raadsel van de Regenboog                                       | Jacques Vriens | Annet Schaap                                       |                                                  | 87       |
| 1993 | boek | Het weer en de tijd                                                | Joke van Leeuwen | Joke van Leeuwen                                   |                                                  | 95       |
| 1994 | boek | Fausto Koppie                                                      | Anke de Vries | Roelof van der Schans                              |                                                  | 102      |
| 1995 | boek | Bombaaj!                                                           | Els Pelgrom | Thé Tjong-Khing                                    |                                                  | 93       |
| 1996 | boek | De huiveringwekkende mythe van Perseus                             | Imme Dros | Harrie Geelen                                      |                                                  | 86       |
| 1997 | boek | LYC-DROP                                                           | Paul van Loon | Camila Fialkowski                                  |                                                  | 95       |
| 1998 | boek | Mijn avonturen door V. Swchwrm                                     | Toon Tellegen | Marc Terstroet                                     |                                                  | 90       |
| 1999 | boek | Bikkels                                                            | Carry Slee | Helen van Vliet                                    |                                                  | 80       |
| 2000 | boek | Eiber!                                                             | Sjoerd Kuyper | Annemarie van Haeringen                            |                                                  | 96       |
| 2001 | boek | Ik ben Polleke hoor!                                               | Guus Kuijer | Alice Hoogstad                                     |                                                  | 112      |
| 2002 | boek | Boris en het woeste water                                          | Rindert Kromhout | Sylvia Weve                                        |                                                  | 95       |
| 2003 | boek | Het Zwanenmeer (maar dan anders)                                   | Francine Oomen | Annet Schaap                                       |                                                  | 136      |
| 2004 | boek | Swing                                                              | Paul Biegel | Thé Tjong-Khing                                    |                                                  | 92       |
| 2005 | boek | Wat rijmt er op puree?                                             | Edward van de Vendel | Peter van Dongen                                   |                                                  | 92       |
| 2006 | boek | Laika tussen de sterren                                            | Bibi Dumon Tak | Philip Hopman                                      |                                                  | 96       |
| 2007 | boek | Kaloeha Dzong                                                      | Lydia Rood | Kees de Boer                                       |                                                  | 93       |
| 2008 | boek | Vlammen                                                            | Hans Hagen | Philip Hopman                                      |                                                  | 96       |
| 2009 | boek | De wraak van het spruitje                                          | Jan Paul Schutten | Taufiq de Water                                    |                                                  | 95       |
| 2010 | boek | Mees Kees - In de Gloria                                           | Mirjam Oldenhave | Rick de Haas                                       |                                                  | 80       |
| 2011 | boek | Bert en Bart redden de wereld                                      | Tjibbe Veldkamp | Kees de Boer                                       |                                                  | 102      |
| 2012 | boek | Het Akropolis Genootschap & De slag om bladzijde 37                | Tosca Menten | Elly Hees                                          |                                                  | 95       |
| 2013 | boek | Je bent super... Jan!                                              | Harmen van Straaten | Harmen van Straaten                                |                                                  | 95       |
| 2014 | boek | Zestig spiegels                                                    | Harm de Jonge | Martijn van der Linden                             |                                                  | 93       |
| 2015 | boek | Per ongelukt!                                                      | Simon van der Geest | Karst-Janneke Rogaar                               |                                                  | 96       |
| 2016 | boek | Oorlog en vriendschap                                              | Dolf Verroen | Charlotte Dematons                                 |                                                  | 94       |
| 2017 | boek | Kattensoep                                                         | Janneke Schotveld | Annet Schaap                                       |                                                  | 94       |
| 2018 | boek | De eilandenruzie                                                   | Jozua Douglas | Elly Hees                                          |                                                  | 96       |
| 2019 | boek | Haaientanden                                                       | Anna Woltz | Maartje Kuiper                                     |                                                  | 95       |
| 2020 | boek | De diamant van Banjarmasin                                         | Arend van Dam | Anne Stalinski                                     |                                                  | 94       |
| 2021 | boek | Tiril en de Toverdrank                                             | Bette Westera | Pyhai                                              |                                                  | 96       |
| 2022 | boek | Waanzinnige boomhut verhalen                                       | Andy Griffiths | Terry Denton                                       |                                                  | 95       |
| 2023 | boek | Ravi en de Laatste Magie                                           | Sanne Rooseboom | Sophie Pluim                                       |                                                  |          |
| 2024 | boek | Schatpakkers                                                       | Pieter Koolwijk | Linde Faas                                         |                                                  | 93       |

### Prentenboeken voor kleuters (tot en met 6 jaar)
Vanaf 1983 zijn er ook geschenken voor kleuters:
- 1983 Vertel me een verhaaltje - Gisela Ekholm en Per Ekholm
- 1984 Kiep kantel kiep kantel - Loek Koopmans
- 1985 Aardje, Klaar en grote Vaar - Miek Koopmans
- 1986 Het boevenABC - Joost Rietveld
- 1987 Florrie - Burny Bos
- 1988 Krokodil en het Meesterwerk - Max Velthuijs
- 1989 De uitvinder - Ingrid Schubert
- 1990 De schrijfster - Dick Bruna
- 1991 Dikkie Dik gaat buiten spelen - Jet Boeke
- 1992 Vader, mag ik mee? - Peter Spier
- 1993 Hoera, we bakken een taart - Helen Oxbury
- 1994 Towser neemt de zon mee -  Tony Ross
- 1995 De kat van Jan - Harrie Geelen
- 1996 De koning bakt een huis - Annemarie van Haeringen
- 1997 Olifant en de tijdmachine - Max Velthuijs
- 1998 Twee oren om te horen, twee ogen om te zien - Piet Klaasse
- 1999 's Nachts - Wolf Ehrlbuch
- 2000 Ezelsoor - Dick Bruna
- 2001 Muisje andersom - Anita Jeram
- 2002 Dag hoed! - Rotraut Susanne Berner
- 2003 Vier bevertjes in de nacht - Michaël Dudok de Wit
- 2004 Vader Zeepaard - Eric Carle
- 2005 Waar ben je, Kleine Beer? - Martin Waddell
- 2006 Het dierenfeest - Fiep Westendorp
- 2007 Wat niemand weet -  Tonke Dragt
- 2008 Fiets - Charlotte Dematons

Vanaf 2009 heeft het prentenboek een groter formaat dan de mini-prentenboekjes hiervoor.
- 2009 Koekjes! - Ted van Lieshout met illustraties van Sieb Posthuma
- 2010 Stimmy of Het oerwoud in de stad Daan Remmerts de Vries met illustraties van Philip Hopman
- 2011 De prins op het witte paard - Dolf Verroen met illustraties van Thé Tjong-Khing
- 2012 Hallo wereld! - Edward van de Vendel met illustraties van Fleur van der Weel
- 2013 ZZZ - Loes Riphagen
- 2014 Fabians feest - Marit Tornqvist
- 2015 Speeltuin - Mies van Hout
- 2016 Waar is Ludwig - Floor Rieder
- 2017 Knikkeruil - Maranke Rinck & Mertijn van der Linden
- 2018 Kom erbij - Milja Praagman
- 2019 Andre het astronautje op zoek naar Laika - André Kuipers met illustraties van Natascha Stenvert
- 2020 Tweeling! - Mylo Freeman
- 2021 Dromer - Mark Janssen
- 2022 Egalus - Marije Tolman
- 2023 Mijn huis is jouw huis - Yvonne Jagtenberg